# Rhin-Vignoble-Grand Ballon

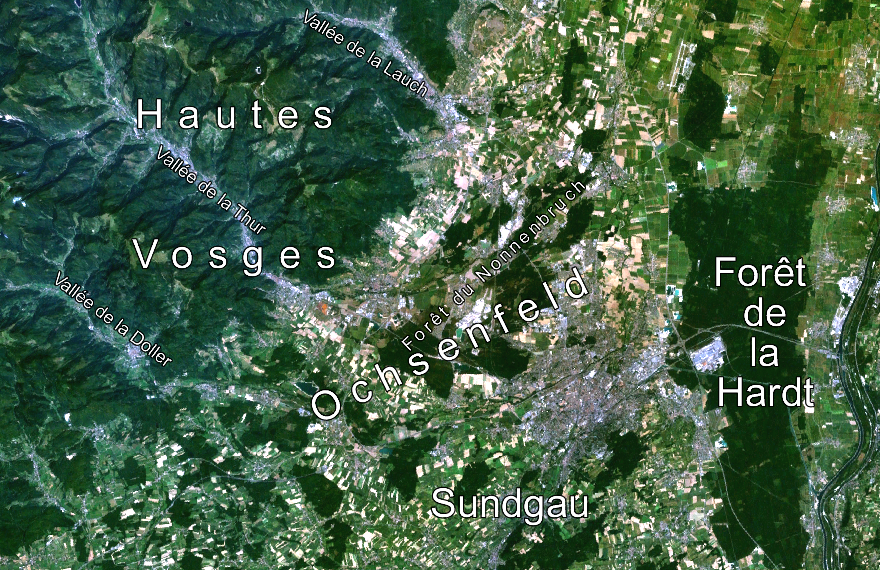
Vue satellite de la région mulhousienne, le PETR Rhin-Vignoble-Grand Ballon occupe la partie la plus au nord sur la carte, Landsat 7, NASA

Rhin-Vignoble-Grand Ballon est un Pôle d'équilibre territorial et rural, anciennement un pays et un SCOT français.

## Présentation
Le PETR Rhin-Vignoble-Grand Ballon est situé au centre du Haut-Rhin : il s’étend d’Ouest en Est de la ligne de crêtes des Vosges jusqu’au Rhin et du Sud au Nord de la banlieue de Mulhouse à la ville de Rouffach. 
Cette situation géographique explique la variété et la diversité des caractéristiques physiques rencontrées sur l’arrondissement : 
- À l’Ouest une partie des Hautes Vosges comprises entre les massifs du Grand Ballon et du Petit Ballon, drainée par les vallées de la Lauch et de l’Ohmbach.
- Les collines sous-vosgiennes entre Hattstatt au Nord.
- Un seul canton de plaine, celui d’Ensisheim, ville de 6 706 habitants. Il constitue la partie Est de l’arrondissement, le plus peuplé avec 23.542 habitants mais également le plus grand en superficie.
- L'extrémité Nord du bassin potassique avec Ensisheim.

Fortement influencé par Mulhouse et Bâle et dans une moindre mesure par Colmar, le PETR subit le déclin des industries du textile et de la potasse, il est ainsi confronté à une impérieuse nécessité de diversification économique qui se traduit par le développement des zones industrielles intercommunales de Guebwiller/Issenheim/Soultz et de «La Passerelle» à Ensisheim. L’industrie fournit 44 % des emplois du secteur privé. L’activité touristique s’appuie sur de nombreux atouts : les paysages des crêtes vosgiennes avec leur point culminant à 1424 mètres, la Route du vin, un patrimoine architectural dense et une offre muséologique et culturelle de qualité. Si le pôle urbain principal formé par l’agglomération Guebwiller-Soultz-Issenheim-Buhl est bien relayé par les pôles secondaires de Rouffach et d’Ensisheim rayonnant dans leurs cantons respectifs, le PETR «Rhin Vignoble Grand Ballon» doit encore renforcer son axe de développement Ouest-Est.

## Le chef-lieu
Situé au pied des Vosges, au débouché de la vallée de la Lauch sur la plaine d’Alsace, Guebwiller avec ses 11 508 habitants, occupe une position centrale dans le département (25 km de Colmar et 23 km de Mulhouse).
Petite ville industrielle au XIXe siècle avec l’essor de l’industrie textile, elle a dû faire face au déclin de cette activité et s’est efforcée de démultiplier ses atouts pour devenir une ville moyenne, pôle d’attraction de la région environnante, sur le plan économique avec le principal employeur de la place (N. Schlumberger 250 salariés) mais aussi dans le domaine culturel, touristique, des loisirs.
Elle se caractérise par :
- Une activité commerciale et artisanale particulièrement forte (127 commerces) et vivante.
- Présence d’un vignoble réputé avec le domaine Schlumberger qui compte 140 hectares de vignes et emploie 60 personnes.
- Un patrimoine architectural et muséal particulièrement riche avec notamment l’ensemble conventuel des Dominicains, dont la renommée dépasse largement les limites de la Haute-Alsace.
- Siège de l’entreprise la plus importante de l’arrondissement : N. Schlumberger, leader mondial de sa spécialité (fabrication de machines textiles pour fibres longues)

### L'organisation du territoire et de l'intercommunalité
Le PETR dénommé « Rhin Vignoble Grand-Ballon » est constitué de :
- La Communauté de communes de la région de Guebwiller (19 communes) ;
- La Communauté de communes Pays de Rouffach, Vignobles et Châteaux (11 communes) ;
- La Communauté de communes du Centre Haut-Rhin (9 communes) ;
- La Communauté de communes Alsace Rhin Brisach (29 communes).

### La situation économique et sociale
Depuis le milieu du XIXe siècle, l’arrondissement a connu une relative prospérité due essentiellement au développement du textile et à l’extraction de la potasse.
Le déclin de l’industrie du textile et de la potasse a eu un impact économique particulièrement lourd pour la région de Guebwiller, que ce soit en matière d’emploi ou en matière d’infrastructures liées à l’exercice de cette activité (cités à réhabiliter, installation, terrils et friches abandonnées).
Pour faire face au déclin de ces activités traditionnelles, une impérieuse nécessité de diversification économique s’est fait jour. Elle s’est traduite par le développement des zones industrielles intercommunales (Zone Industrielle de Guebwiller, Issenheim, Soultz, « La Passerelle » à Ensisheim), une activité touristique en plein essor, la réhabilitation des friches industrielles...
Si globalement le niveau de l’emploi dans le secteur privé s’est accru de 1976 à 1996 de +20 % (contre 8,8 % en moyenne départementale), cette évolution masque des mouvements contrastés : l’industrie a perdu près de 800 emplois dans le périmètre alors que le secteur tertiaire voyait son potentiel passer de 300 à 6 100 emplois.